# Erdweg
Erdweg è un comune tedesco di 5 586 abitanti, situato nel land della Baviera.